# Coupe KBS
La Coupe KBS est une compétition de jeu de go en Corée du Sud.

## Organisation
La coupe KBS est sponsorisée par la télévision coréenne KBS. De 1980 à 2003, le tournoi s'appelait KBS Baduk Wang, mais a été renommé récemment Coupe KBS.
Jusqu'à la 33e édition, le tournoi avait un tableau à double élimination de 16 joueurs. Les perdants du tournoi principale se retrouvaient dans un second tableau à élimination directe, et le vainqueur de ce tableau affrontait les vainqueurs du tableau principal dans une série de 3 parties.
Depuis la 34e édition, le tournoi est un tableau à élimination directe de 16 joueurs, avec toujours une finale en 3 parties.
Le temps de jeu est de 5 minutes par joueur, suivi d'un byo-yomi. Les parties sont retransmises à la télévision.
Les deux finalistes sont sélectionnés pour la coupe Asian TV.

## Vainqueurs
| Joueur        | Années                                                           |
| ------------- | ---------------------------------------------------------------- |
| Cho Hunhyun   | 1980, 1981, 1984 - 1987, 1989, 1990, 1992, 1996, 1997, 1999      |
| Seo Bongsoo   | 1983                                                             |
| Lee Chang-ho  | 1988, 1991, 1994, 1998, 2001, 2002, 2004, 2005, 2007, 2009, 2010 |
| Yoo Changhyuk | 1995                                                             |
| Mok Jin-seok  | 2000                                                             |
| Song Taekon   | 2003                                                             |
| Lee Sedol     | 2006, 2014, 2017                                                 |
| Park Junghwan | 2011 - 2013, 2016, 2018                                          |
| Lee Donghoon  | 2015                                                             |
| Shin Minjun   | 2019                                                             |
| Shin Jinseo   | 2020 - 2023                                                      |